# Nuggehalli
Nuggehalli ist eine Kleinstadt mit rund 4.500 Einwohnern im Distrikts Hassan im südindischen Bundesstaat Karnataka. Die Kleinstadt ist bekannt wegen zahlreicher Hindu-Tempel, darunter zwei Hoysala-Tempel aus der Mitte des 13. Jahrhunderts. 

## Lage
Nuggehalli liegt auf dem Dekkan-Plateau im südlichen Karnataka in einer Höhe von ca. 895 m knapp 50 km (Fahrtstrecke) östlich von Hassan; der für die Religionsgruppe der Jains bedeutsame Ort Shravanabelagola befindet sich nur etwa 23 km südlich. Das Klima ist wegen der Höhenlage für indische Verhältnisse eher gemäßigt; Regen fällt nahezu ausschließlich in den Monsunmonaten Mai bis Oktober.

## Bevölkerung
Die Einwohner von Nuggehalli sind nahezu ausnahmslos Hindus; auf dem Land bilden Muslime nur zahlenmäßig kleine Minderheiten. Der männliche Bevölkerungsanteil ist ca. 5 % höher als der weibliche. Die Hauptsprachen sind Kannada und Hindi.

## Wirtschaft
Nuggehalli ist ein regionaler Verkehrsknotenpunkt. In der Umgebung werden Weizen, Kartoffeln, Zuckerrohr etc. angebaut. Im Ort selbst haben sich Handwerker, Kleinhändler und Dienstleister aller Art angesiedelt.

## Geschichte
Über die Geschichte des Ortes ist nur wenig bekannt: Im Mittelalter lag der religiös bedeutsame Ort (agraharam) Vijaya Somanathapura (alter Name von Nuggehalli) im Grenzgebiet zwischen dem Chola-Reich und dem aufstrebenden Hoysala-Reich. Im 15. und in der ersten Hälfte des 16. Jahrhunderts war die Gegend Bestandteil des Vijayanagar-Reiches, dessen Macht jedoch mit der verlorenen Schlacht von Talikota (1565) gegen die Dekkan-Sultanate unterging, die ihrerseits in den Jahren nach 1685 vom Mogulreich erobert wurden. Wenige Jahre später (1690) kam das Gebiet unter die Kontrolle des Fürstenstaates von Mysore, dessen Herrschaft jedoch in der zweiten Hälfte des 18. Jahrhunderts durch die der Generäle Hyder Ali (reg. 1761–1782) und seines Sohnes Tipu Sultan (reg. 1782–1799) unterbrochen wurde. Danach spielten die Briten die dominierende militärische und wirtschaftliche Rolle in Südindien. Die Stadtentwicklung fand erst im 19. und 20. Jahrhundert statt.

## Sehenswürdigkeiten

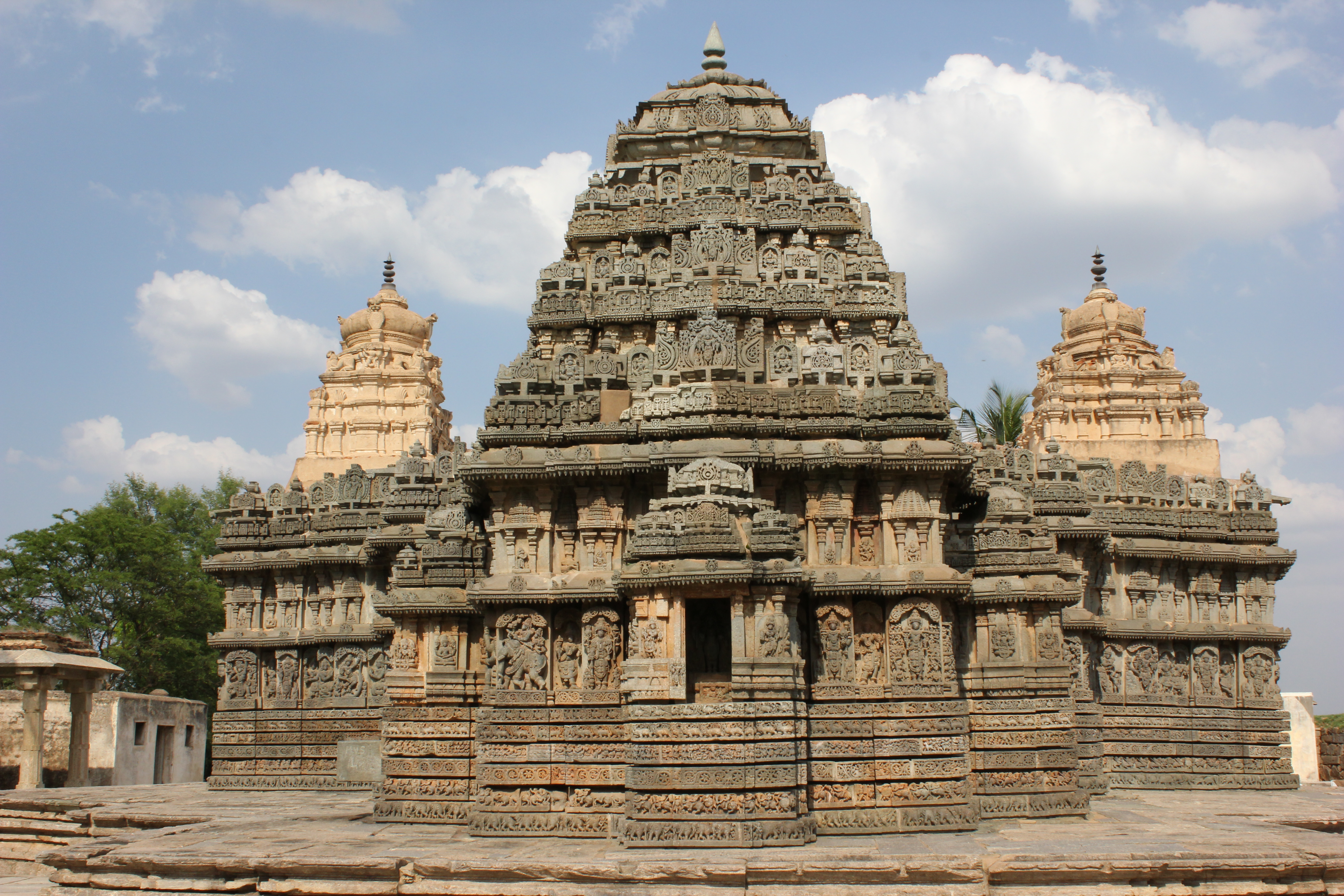
Lakshmi-Narasimha-Tempel

- Der aus Speckstein erbaute Lakshmi-Narasimha-Tempel wurde einer Inschrift zufolge um das Jahr 1245 von einem ranghohen Militär des Hoysala-Königs Vira Someshwara gestiftet und ist dem Hindu-Gott Vishnu geweiht; vieles weist jedoch darauf hin, dass ein älterer Tempelbau erweitert wurde. Die dreitürmige Anlage (trikuta) mit einer mittleren Vorhalle (mandapa) erhebt sich auf einer ca. 1 m hohen Plattform (jagati), die sich an den Grundmaßen des Tempels orientiert und eine erhöhte Umschreitung (pradakshina) des Bauwerks ermöglicht. Während das Hauptheiligtum zusätzlich einen Vorraum (antarala oder sukanasi) besitzt, fehlt dieser bei den seitlichen Schreinen, deren Turmaufbauten eindeutig jüngeren Datums sind. Die Außenwände des Tempels und der vimana-artige Turmaufbau des Haupttempels sind nahezu vollständig mit Götterstatuen und Begleitfiguren sowie mit ornamentalem Dekor geschmückt. Rückwärtig an den in einer ‚Schirmkuppel‘ mit aufsitzender kalasha-Vase endenden Hauptturm befindet sich ein der Göttin Lakshmi, der Gemahlin Vishnus, geweihter Schrein.
- Der nur eintürmige (ekakuta) Sadasiva-Tempel ist Shiva geweiht; er hat denselben Stifter und entstand nur wenige Jahre später (um 1249). Während seine Plattform (jagati) äußerst eindrucksvoll geformt ist, sind die reich gegliederten Außenwände des Tempels vollkommen dekorlos geblieben. Der Dachaufbau mit kleinen Begleittürmchen (urushringas) ähnelt insgesamt mehr dem nordindischen Nagara-Stil. Das Tempelinnere zeigt reichhaltigeres Dekor, zu welchem auch die für die Hoysala-Architektur charakteristischen gedrechselten Säulen gehören.

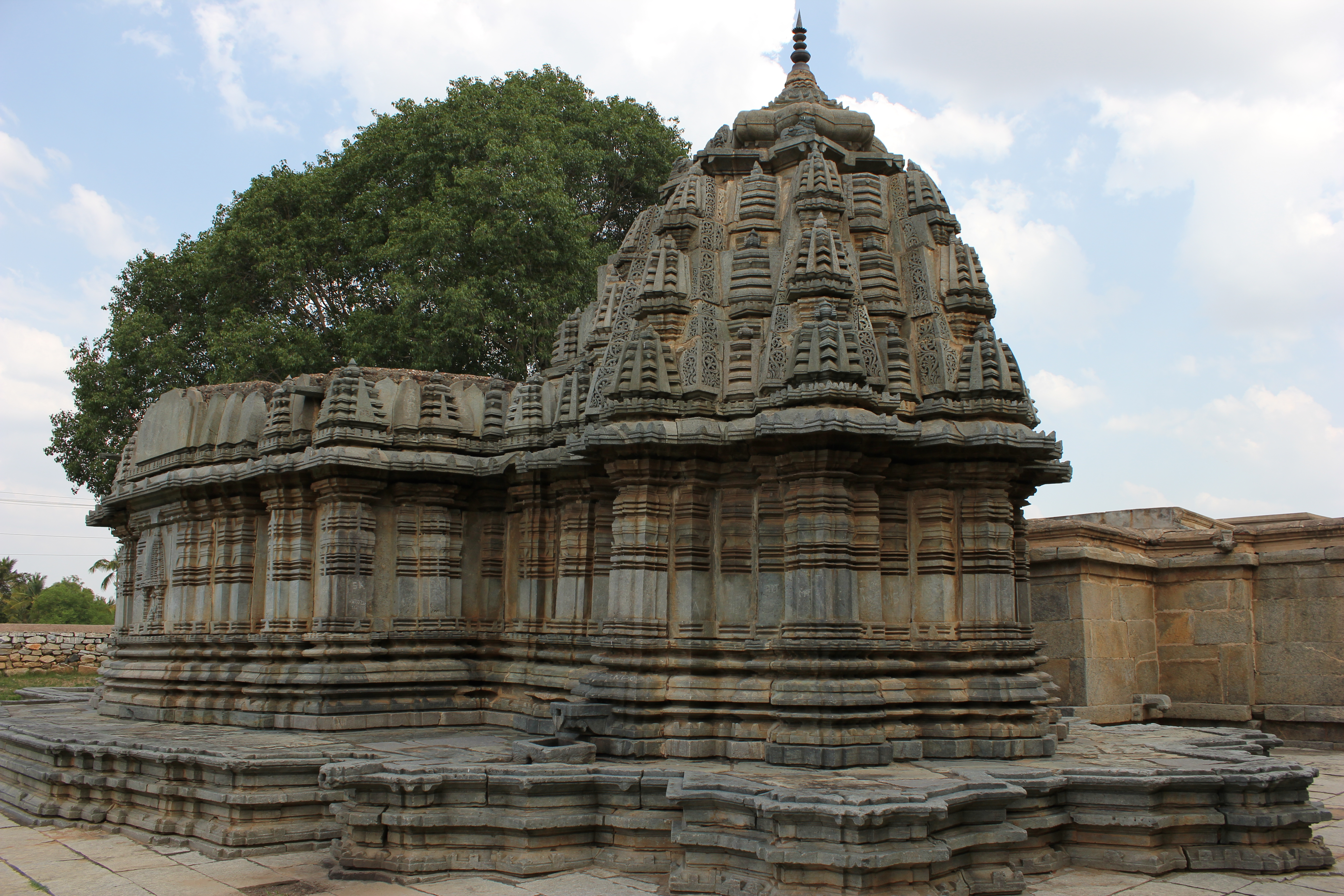
Sadasiva-Tempel
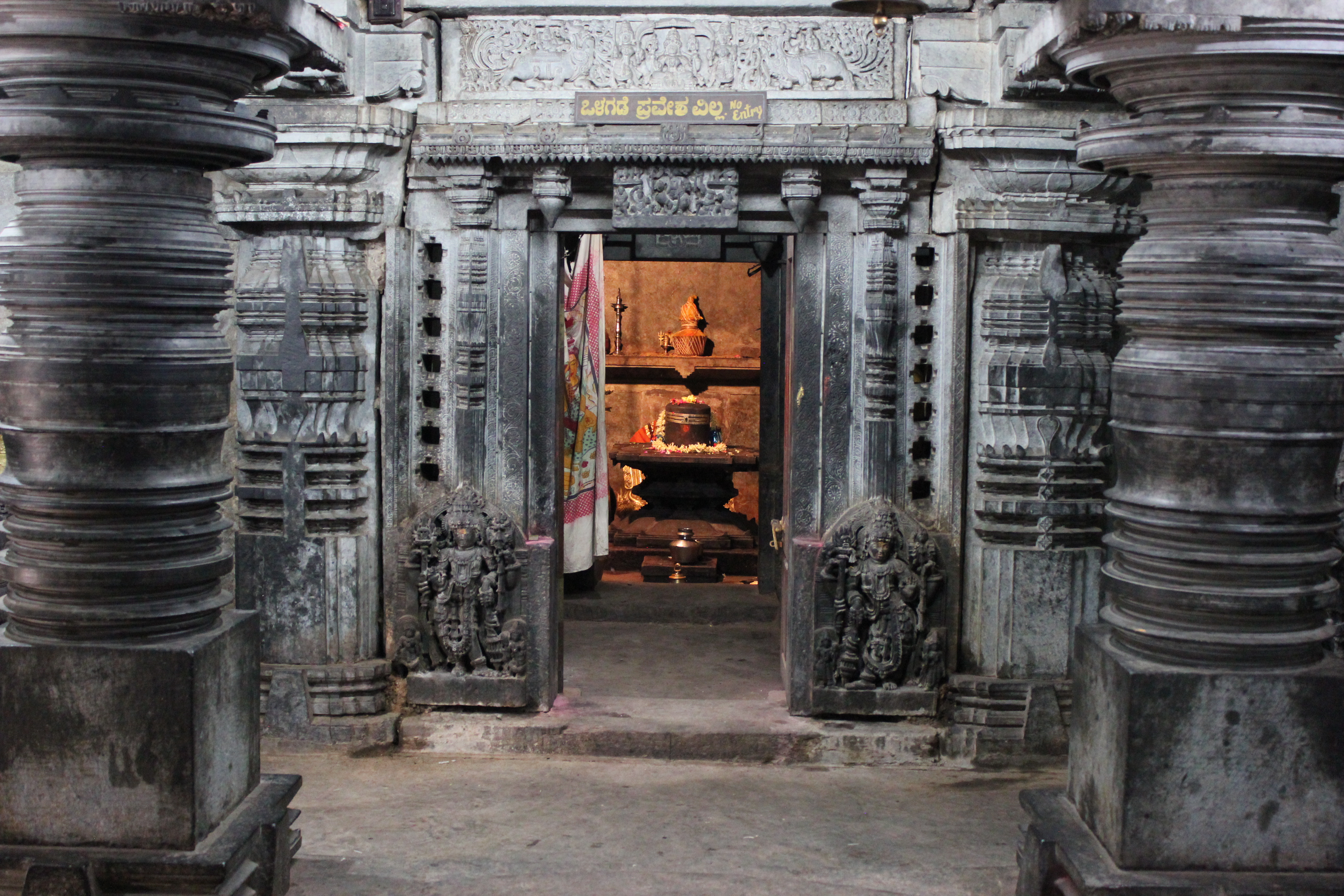
Vorhalle (mandapa) und Cella (garbhagriha)
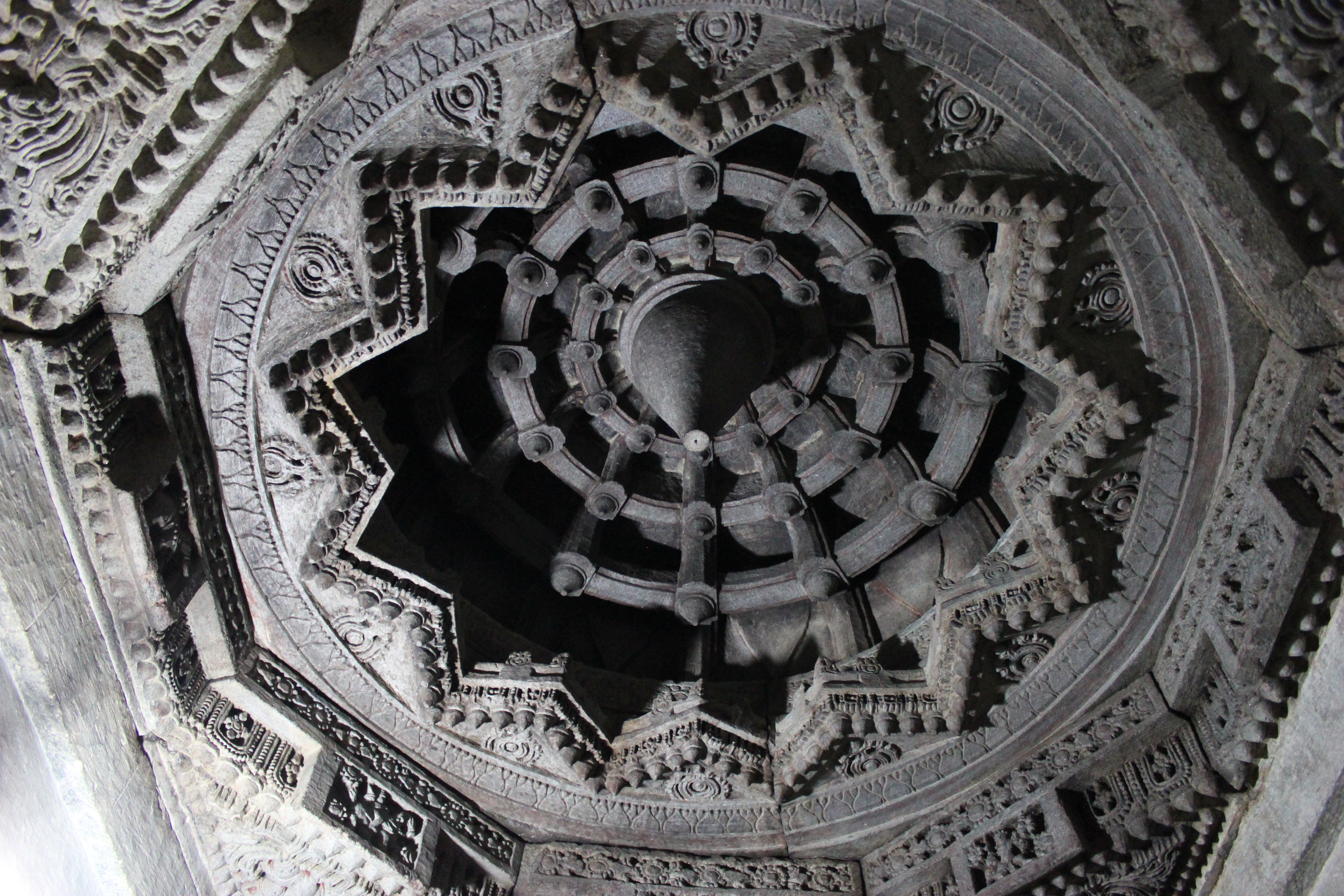
Deckendekor mit hängendem Schlussstein
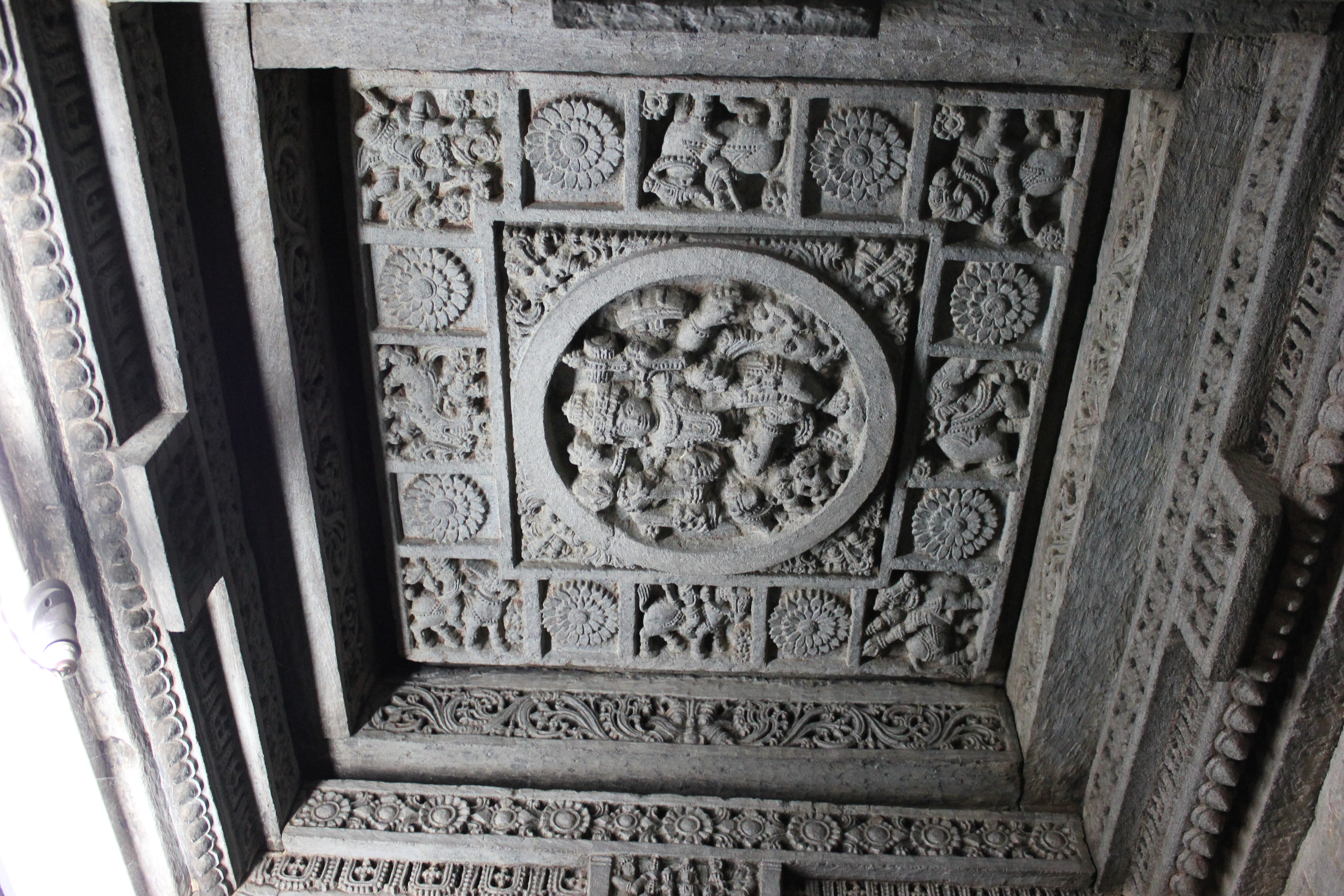
Götterfigur, Tiere und Blüten